# Michele Frangilli

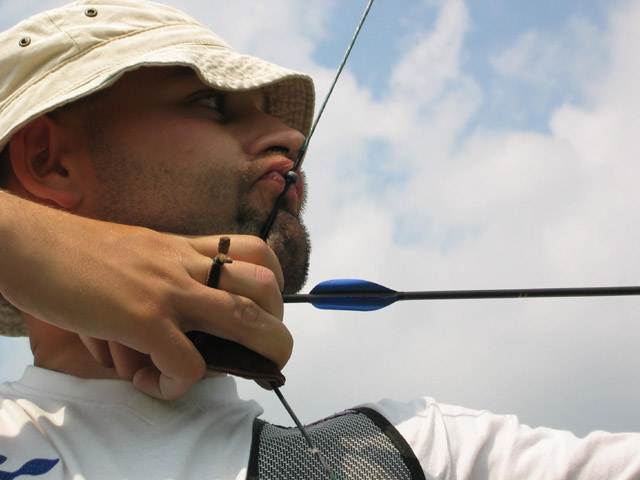
Frangilli in 2004

Michele Frangilli (Gallarate, 1 mei 1976) is een Italiaans boogschutter.
Frangilli begon met boogschieten toen hij tien jaar was, hij schiet met een recurveboog. In 1990 werd hij lid van het Italiaans nationaal team. Hij heeft meegedaan aan diverse nationale en internationale wedstrijden. Op de Olympische Spelen in Sydney (2000) won hij met het team (met Ilario di Buò en Matteo Bisiani) de zilveren medaille. Hij werd in dat jaar benoemd tot Officier in de Orde van verdienste. Vier jaar later op de Spelen in Athene werd het Italiaans team (met Di Buò en Marco Galiazzo) zevende, individueel werd hij in de tweede ronde uitgeschakeld door Hiroshi Yamamoto. In 2005 schreef hij met zijn vader, en trainer, Vittorio een boek over boogschieten, L'Archiere Eretico.

## Resultaten
1994
 WK Junioren
1996
6e Olympische Spelen (individueel)
 Olympische Spelen (team)
2000
 Olympische Spelen (team)
2003
 WK indoor (team)
 WK indoor (individueel)
2004
 EK indoor (individueel)
2005
 WK indoor (team)
2006
 EK outdoor (team)
 World Cup, stage 1 (team)
 World Cup, stage 3 (team)
 World Cup, stage 4 (team)
2007
 WK indoor (team)
 World Cup, stage 1 (team)
 World Cup, stage 2 (individueel)